# Perim
Perim (en árabe: بريم [Barīm], Mayyun, en portugués: Meyo) es una isla de Yemen, en el estrecho de Bab-el-Mandeb, de origen volcánico. Tiene una línea de costa de unos 8 km, una superficie de 14 km², y una altura máxima de algo menos de 70 metros. No dispone de agua y solo la habitan permanentemente unos 500 habitantes.

## Historia
Algunas veces, en el pasado geológico, las erupciones han bloqueado el estrecho, encerrando el mar Rojo y provocando la evaporación del agua.
Los romanos la llamaron Diodori insula. Su nombre europeo, Perim, deriva del término árabe Berim (cadena) asociada a la historia del estrecho. Permaneció desocupada durante siglos. 
En 1513 fue explorada por los portugueses y en 1738 fue brevemente ocupada por los franceses. En 1799 fue ocupada por la Compañía Británica de las Indias Orientales en preparación de la invasión de Egipto. En 1857 la volvieron a ocupar los británicos para construir un faro y en 1869 una estación carbonera (Brown Bay) para los navíos que cruzaban el canal de Suez. En 1915 la atacaron los otomanos pero fueron rechazados. La estación carbonera fue cerrada en 1936. La isla formó parte de la India Británica y desde 1937 de la colonia de Adén, de la que va a ser una dependencia junto con la isla de Kamaran, las islas Kuria Muria y la isla de Socotra.
En 1967 los británicos se retiraron de Adén y la isla quedó integrada en la República Democrática del Yemen, hasta que este país se fusionó con Yemen del Norte para constituir Yemen en 1990.
- Datos: Q1160017
- Multimedia: Perim Island / Q1160017